# Rivière-des-Prairies–Pointe-aux-Trembles
Rivière-des-Prairies-Pointe-aux-Trembles es un distrito de la ciudad de Montreal, formado por los antiguos municipios de Rivière-des-Prairies y de Pointe-aux-Trembles. Tiene una superficie de 49,17 km² y una población de 102.457 habitantes.
Hasta el 31 de diciembre de 2005, el distrito también comprendía la ciudad de Montréal-Est.